# Agriocnemis sania
Agriocnemis sania – gatunek ważki z rodziny łątkowatych (Coenagrionidae).